# Lazos de sangre (programa de televisión)
Lazos de sangre es un programa de televisión producido por Tesseo y emitido en La 1 de Televisión Española. El formato se estrenó el 5 de julio de 2018.

## Formato
El espacio muestra cómo son o han sido tanto la vida como las relaciones entre los componentes de las sagas familiares más conocidas del país, todo ello a través de reportajes documentales y entrevistas a miembros de dichas familias, revelando detalles que pueden ser desconocidos para el espectador.
Por su parte, después de la emisión de cada programa, se realiza un debate sobre la saga familiar semanal. De él se encargó el equipo de Amigas y conocidas, capitaneado por Inés Ballester durante la primera temporada. A partir de la segunda temporada, Boris Izaguirre y el formato Lazos de sangre. El debate tomaron el relevo al programa posterior conducido anteriormente por Ballester.
A partir de la quinta entrega de la quinta temporada el espacio se reconfigura dejando de ser un monográfico exclusivo sobre figuras de relieve de la sociedad. La parte documental del programa pasa a ser emitida exclusivamente por RTVE Play, y el debate que venía moderando Boris Izaguirre se reconvierte en un magacín de crónica social y de actualidad. En él se seguirá tratando cada semana, junto a diversos colaboradores, la trayectoria de un personaje de impacto social como venía siendo habitual, pero reservándose parte del espacio a comentar la actualidad de la semana. Tras cuatro entregas bajo este nuevo formato, dedicadas a Norma Duval, López Vázquez, Mocedades y los grandes de la radio, el formato es retirado en noviembre de 2022. 
El 28 de junio de 2023 se da a conocer el regreso del programa con una nueva temporada para los meses de verano, recuperando el formato original de emisión de documental y debate, siendo ahora este conducido por el periodista catalán Jordi González en sustitución de Boris Izaguirre. En esta sexta temporada se emitieron cuatro de las cinco entregas inéditas que inicialmente formaban parte de la quinta temporada, exceptuando la dedicada a los Guillén-Cuervo.

## Equipo

### Presentadores
| Presentador/a    | Temporada | Temporada | Temporada | Temporada | Temporada | Temporada | Temporada |
| Presentador/a    | 1         | 2         | 3         | 4         | 5         | 6         | 7         |
| Presentador/a    | 2018      | 2019      | 2020      | 2021      | 2022      | 2023      | 2024      |
| ---------------- | --------- | --------- | --------- | --------- | --------- | --------- | --------- |
| Inés Ballester   |           |           |           |           |           |           |           |
| Boris Izaguirre  |           |           |           |           |           |           |           |
| Carolina Casado  |           |           |           |           |           |           |           |
| Jordi González   |           |           |           |           |           |           |           |
| Noelia Parra Lax |           |           |           |           |           |           |           |
| Cecilia Revuelta |           |           |           |           |           |           |           |
| Clara Blázquez   |           |           |           |           |           |           |           |

     Presentación de los debates.
     Corresponsalías en los distintos especiales.

### Colaboradores
En esta sección se recogen los colaboradores que han intervenido en directo en los debates emitidos tras cada documental. 
| Beatriz Cortázar                       |
| Luz Sánchez-Mellado                    |
| Isabel San Sebastián                   |
| Juan Luis Galiacho                     |
| Cristina Almeida                       |
| Carlos Ferrando                        |
| Marta Nebot                            |
| Hilario López Millán                   |
| Sonia Ferrer                           |
| Isabel Gemio                           |
| Ángela Vallvey                         |
| Pilar Vidal                            |
| Jesús Manuel Ruiz                      |
| Gabriel González de Gregorio           |
| Fedra Lorente                          |
| Marta Robles                           |
| Julián Contreras Jr                    |
| Begoña Aranguren                       |
| Cristina Cubero                        |
| Mónica Pont                            |
| Rocío Sañudo                           |
| José Ramón Pardo                       |
| Nagore Robles                          |
| Ángel Antonio Herrera                  |
| Cristina Fernández                     |
| Nieves Herrero                         |
| Carmen Cervera                         |
| Ágatha Ruiz de la Prada                |
| Rosa Villacastín                       |
| Alberto Moreno                         |
| Ana García Lozano                      |
| Cayetano Martínez de Irujo             |
| Luis María Anson                       |
| Ramón García                           |
| Luis Pliego                            |
| Jesús Mariñas                          |
| Antonio Montero                        |
| Micky Molina                           |
| Ana García Obregón                     |
| Julián Muñoz                           |
| Paloma Barrientos                      |
| Paloma García-Pelayo                   |
| Joaquín Hurtado                        |
| Toñi y Encarna Salazar (Azúcar Moreno) |
| Tamara Falcó                           |
| Isabel Preysler                        |
| Susana Uribarri                        |
| Tomás Terry                            |
| María Luisa Merlo                      |
| María Eugenia Yagüe                    |
| Alicia Senovilla                       |
| José Manuel Parada                     |
| María Isabel                           |
| Alaska                                 |
| Rocío Carrasco                         |
| Jaime Peñafiel                         |
| Agustín Bravo                          |
| Bibiana Fernández                      |
| Carmen Delgado                         |
| María José Cantudo                     |
| Jimmy Giménez-Arnau                    |
| Ximo Rovira                            |
| Carlos Rodríguez                       |
| Carlos Latre                           |
| Manolo Sarriá                          |
| Elena Martín                           |
| Soledad Mallol                         |
| Álvaro Muñoz Escassi                   |
| Teresa Viejo                           |
| Marianne Sandberg                      |
| Manuel Campo Vidal                     |
| Miguel Abellán                         |
| Valentín Requena                       |
| Jorge Martínez "Aspar"                 |
| Euprepio Padula                        |
| Esther Esteban                         |
| José Bono                              |
| Juan Avellaneda                        |
| Carmen Lomana                          |
| Amalia Enríquez                        |
| Antonia Dell’Atte                      |
| Manuel Zamorano                        |
| Norma Duval                            |
| Charo Reina                            |
| Vanessa García Marx (Vanessa Escobar)  |
| Juan Antonio Valderrama                |
| Carmen Enríquez                        |
| Elena S. Sánchez                       |
| Silvia Tortosa                         |
| Carmen Ro                              |
| Moncho Borrajo                         |
| Encarnita Polo                         |
| Carlos Pérez Gimeno                    |
| Fernando Martínez "Fernandisco"        |
| Antonio "Farru" Fernández Montoya      |
| Antonio Carmona                        |
| Omar Montes                            |
| Jesús María Montes-Fernández           |
| Almudena del Pozo                      |
| Luis Gasset                            |
| Concha Velasco                         |
| Rappel                                 |
| Ángela Carrasco                        |
| Pastora Soler                          |
| Joaquín Paz                            |
| Fran Rivera                            |
| Belinda Washington                     |
| Samanta Villar                         |
| Jaime Cantizano                        |
| Isabel Jiménez                         |
| Cristina Rodríguez                     |
| India Martínez                         |
| Ramoncín                               |
| Josemi Rodríguez-Sieiro                |
| Alejandra Rubio                        |
| Carmen Alcayde                         |
| Elisa Beni                             |
| Olivia de Borbón                       |
| Sandra Aladro                          |
| Hubertus von Hohenlohe                 |
| Manuel Velasco                         |
| Pepe Viyuela                           |
| María Barranco                         |
| Fernando Méndez-Leite                  |
| Pablo Navarro                          |
| Karina                                 |
| Sole Giménez                           |
| José Miguel Fernández Sastrón          |
| Julio Iglesias                         |
| José Corbacho                          |
| Emma Ozores                            |
| Javier Cansado                         |
| Óscar Higares                          |
| Federico Arnás                         |
| Fernando Osuna                         |
| Macarena Arnás                         |
| Silvia Marsó                           |
| Arévalo                                |
| Paula Vázquez                          |
| Mayra Gómez Kemp                       |
| Carlos Latre                           |
| Luis Larrodera                         |
| Elena Ochoa                            |
| Mariola Orellana                       |
| Juan Peña                              |
| Alejandro Abad                         |
| Marina Carmona                         |
| Mercedes Milá                          |
| Juanjo Artero                          |
| Itziar Castro                          |
| Eloy Arenas                            |
| Manu Tenorio                           |
| Los del Río                            |
| José Moro                              |
| Esther Doña                            |
| Mario Vaquerizo                        |
| Raquel Sánchez Silva                   |
| José Cabrera                           |
| Pedro Rollán                           |
| Patricia Pérez                         |
| Cayetana Guillén Cuervo                |
| Topacio Fresh                          |
| Julio César Herrero                    |
| José Apezarena                         |
| Simon Hunter                           |
| Esperanza Aguirre                      |
| Loles León                             |
| Lolita                                 |
| Alfonso Ruiz de Ojeda                  |
| Alfredo Amestoy                        |
| Paz Padilla                            |
| Berta Collado                          |
| Edmundo "Bigote" Arrocet               |
| Gonzalo Miró                           |
| Carlos Santos                          |
| Eduardo Navarrete                      |
| Gonzalo Menéndez                       |
| Antonio Albert                         |
| Silvia Tarragona                       |
| Luján Argüelles                        |
| Íñigo Alfonso                          |
| Nacho Gay                              |
| Nacho Montes                           |
| Julio Iglesias, Jr.                    |
| Patricia Suárez                        |
| Luis Vaquero                           |
| Massiel                                |
| Miguel Aute Rosado                     |
| Vicky Larraz                           |
| Rafa Sánchez                           |
| Xavi Martínez                          |
| María del Monte                        |
| Antonio Canales                        |
| Alfonso Rodríguez                      |
| Juan Sanguino                          |
| Melody                                 |
| Rosa López                             |
| Juanma Ortega                          |
| Marta Torné                            |
| Izaskun Uranga                         |
| Carmen Borrego                         |
| Mariló Montero                         |
| Alonso Caparrós                        |
| Irma Soriano                           |
| Ramón Colom                            |
| Goyo González                          |
| Las Trillizas de Oro                   |
| Lucía y Joaquín Galán (Pimpinela)      |
| Nicolás "Colate" Vallejo-Nágera        |
| Juanma Castaño                         |
| Lydia Lozano                           |
| Manuel Bandera                         |
| Luisa Martín                           |
| Fernando Navarrete                     |
| Andreu Buenafuente                     |
| Silvia Abril                           |
| Edu Soto                               |
| Paula Prendes                          |
| David DeMaría                          |
| Paco Lobatón                           |
| María José García-Pelayo               |
| Lidia García                           |
| Pepe Luis Vázquez                      |
| Tamara                                 |
| Andrea Quintero                        |
| Valeria Vegas                          |
| Darío Ledesma de Castro                |
| Ramón Arcusa                           |
| Serafín Zubiri                         |
| Isabel González                        |
| Charo Vega                             |
| Martín Bianchi Tasso                   |
| Verónica Castro                        |
| Chelo García Cortés                    |

## Episodios
| Temporada | Temporada | Episodios         | Estreno                  | Final                    | Audiencia media documental | Audiencia media documental | Audiencia media debate | Audiencia media debate |
| Temporada | Temporada | Episodios         | Estreno                  | Final                    | Espectadores               | Cuota                      | Espectadores           | Cuota                  |
| --------- | --------- | ----------------- | ------------------------ | ------------------------ | -------------------------- | -------------------------- | ---------------------- | ---------------------- |
|           | 1         | 8 + Especial      | 5 de julio de 2018       | 23 de agosto de 2018     | 1 663 000                  | 13,1%                      | 1 037 000              | 13,3%                  |
|           | 2         | 8 + Especial      | 3 de julio de 2019       | 28 de agosto de 2019     | 1 325 000                  | 10,7%                      | 817 000                | 10,9%                  |
|           | 3         | 15                | 17 de junio de 2020      | 30 de septiembre de 2020 | 1 287 000                  | 9,9%                       | 757 000                | 9,4%                   |
|           | 4         | 17                | 20 de julio de 2021      | 22 de diciembre de 2021  | 1 233 000                  | 9,5%                       | 698 000                | 9,6%                   |
|           | 5         | 8 + Especial      | 14 de septiembre de 2022 | 13 de noviembre de 2022  | 545 000                    | 7,2%                       | 652 000                | 6,6%                   |
|           | 6         | 11 + 2 Especiales | 11 de julio de 2023      | 19 de diciembre de 2023  | 947 000                    | 9,6%                       | 631 000                | 9,6%                   |
|           | 7         | 9                 | 12 de junio de 2024      | 14 de agosto de 2024     | 667 000                    | 7,5%                       | 383 000                | 7,3%                   |
| Total     | Total     | 76 + especiales   | 2018                     | 2024                     | 1 095 000                  | 9,6%                       | 711 000                | 9,5%                   |

### Primera temporada (2018)
| N.º (programa) | N.º (temporada) | Familia protagonista            | Fecha de emisión     | Audiencia         |
| -------------- | --------------- | ------------------------------- | -------------------- | ----------------- |
| 1              | 1               | «La Casa de Alba»               | 5 de julio de 2018   | 1 739 000 (12,0%) |
| 2              | 2               | «La saga Flores»                | 12 de julio de 2018  | 1 541 000 (11,6%) |
| 3              | 3               | «La saga de los Rivera Ordóñez» | 19 de julio de 2018  | 1 741 000 (13,3%) |
| 4              | 4               | «La saga Iglesias Preysler»     | 26 de julio de 2018  | 1 707 000 (13,6%) |
| 5              | 5               | «La saga Dúrcal Morales»        | 2 de agosto de 2018  | 1 646 000 (13,3%) |
| 6              | 6               | «La saga de Chipiona»           | 9 de agosto de 2018  | 1 780 000 (14,4%) |
| 7              | 7               | «La saga Sánchez Vicario»       | 16 de agosto de 2018 | 1 442 000 (12,1%) |
| 8              | 8               | «La saga de Dominguín Bosé»     | 23 de agosto de 2018 | 1 713 000 (14,1%) |

#### Especial "Lazos de sangre": los mejores momentos
Programa especial de Lazos de sangre para despedir la primera temporada que repasa los mejores momentos de los documentales dedicados a ocho famosas sagas familiares de nuestro país.
| 1 | 30 de agosto de 2018 | 1 504 000 (11,6%) |

#### Amigas y conocidas: Lazos de sangre
Espacio conducido por Inés Ballester en el late night, acompañando a cada emisión de Lazos de sangre, con una mesa de debate a cargo de las colaboradoras habituales de Amigas y conocidas (Cristina Almeida, Isabel San Sebastián, Luz Sánchez-Mellado, Sonia Ferrer, entre otras) en la que se aborda un coloquio que repasa la trayectoria de las distintas familias del panorama social español que se van tocando en el programa y las declaraciones de sus protagonistas.
| Programas emitidos | Programas emitidos   | Programas emitidos            | Programas emitidos |
| N.º                | Fecha de emisión     | Familia protagonista          | Audiencia          |
| ------------------ | -------------------- | ----------------------------- | ------------------ |
| 1                  | 5 de julio de 2018   | La Casa de Alba               | 915 000 (10,8%)    |
| 2                  | 12 de julio de 2018  | La saga Flores                | 1 029 000 (12,8%)  |
| 3                  | 19 de julio de 2018  | La saga de los Rivera Ordóñez | 1 075 000 (13,1%)  |
| 4                  | 26 de julio de 2018  | La saga Iglesias Preysler     | 1 037 000 (14,0%)  |
| 5                  | 2 de agosto de 2018  | La saga Dúrcal Morales        | 1 024 000 (13,5%)  |
| 6                  | 9 de agosto de 2018  | La saga de Chipiona           | 1 205 000 (16,1%)  |
| 7                  | 16 de agosto de 2018 | La saga Sánchez Vicario       | 896 000 (12,2%)    |
| 8                  | 23 de agosto de 2018 | La saga de Dominguín Bosé     | 1 111 000 (14,2%)  |
| 9                  | 30 de agosto de 2018 | Los mejores momentos          | 985 000 (12,4%)    |

### Segunda temporada (2019)
| N.º (programa) | N.º (temporada) | Familia protagonista        | Fecha de emisión     | Audiencia         |
| -------------- | --------------- | --------------------------- | -------------------- | ----------------- |
| 9              | 1               | «La saga Thyssen»           | 3 de julio de 2019   | 1 055 000 (7,6%)  |
| 10             | 2               | «La saga Martínez de Irujo» | 10 de julio de 2019  | 1 197 000 (8,9%)  |
| 11             | 3               | «La saga Obregón»           | 17 de julio de 2019  | 1 106 000 (8,8%)  |
| 12             | 4               | «La saga Pantoja»           | 24 de julio de 2019  | 1 312 000 (11,1%) |
| 13             | 5               | «La saga Salazar»           | 31 de julio de 2019  | 1 306 000 (10,6%) |
| 14             | 6               | «La saga de los Preysler»   | 7 de agosto de 2019  | 1 372 000 (11,3%) |
| 15             | 7               | «La saga Larrañaga-Merlo»   | 21 de agosto de 2019 | 1 418 000 (11,9%) |
| 16             | 8               | «La saga de Pepa Flores»    | 28 de agosto de 2019 | 1 833 000 (15,1%) |

#### Especial "Lazos de sangre": los mejores momentos
Del mismo modo que en la primera temporada, el formato despidió la segunda con un repaso de los mejores momentos de la misma.
| Programa emitido | Programa emitido        | Programa emitido |
| N.º              | Fecha de emisión        | Audiencia        |
| ---------------- | ----------------------- | ---------------- |
| 2                | 4 de septiembre de 2019 | 1 271 000 (9,7%) |

#### Lazos de sangre. El debate
Bajo un nuevo formato, Boris Izaguirre se pone al frente de los debates de la segunda temporada, que cada semana se ofrecen después del programa, un coloquio en el que se analizan los aspectos más destacados de cada entrega y comentan las declaraciones de sus protagonistas.
| Programas emitidos | Programas emitidos   | Programas emitidos        | Programas emitidos |
| N.º                | Fecha de emisión     | Familia protagonista      | Audiencia          |
| ------------------ | -------------------- | ------------------------- | ------------------ |
| 1                  | 3 de julio de 2019   | La saga Thyssen           | 759 000 (9,2%)     |
| 2                  | 10 de julio de 2019  | La saga Martínez de Irujo | 934 000 (10,3%)    |
| 3                  | 17 de julio de 2019  | La saga Obregón           | 680 000 (9,9%)     |
| 4                  | 24 de julio de 2019  | La saga Pantoja           | 899 000 (12,9%)    |
| 5                  | 31 de julio de 2019  | La saga Salazar           | 813 000 (11,0%)    |
| 6                  | 7 de agosto de 2019  | La saga de los Preysler   | 742 000 (10,1%)    |
| 7                  | 21 de agosto de 2019 | La saga Larrañaga-Merlo   | 748 000 (10,4%)    |
| 8                  | 28 de agosto de 2019 | La saga de Pepa Flores    | 957 000 (13,3%)    |

### Tercera temporada (2020)
| N.º (programa) | N.º (temporada) | Familia o Famoso protagonista | Fecha de emisión         | Audiencia         |
| -------------- | --------------- | ----------------------------- | ------------------------ | ----------------- |
| 17             | 1               | «Carmen Sevilla»              | 17 de junio de 2020      | 1 745 000 (11,1%) |
| 18             | 2               | «Al Bano y Romina»            | 24 de junio de 2020      | 1 224 000 (8,4%)  |
| 19             | 3               | «Martes y Trece»              | 1 de julio de 2020       | 1 438 000 (10,9%) |
| 20             | 4               | «Los Valenzuela-Dibildos»     | 8 de julio de 2020       | 1 251 000 (9,4%)  |
| 21             | 5               | «Los Nieto»                   | 15 de julio de 2020      | 991 000 (7,9%)    |
| 22             | 6               | «José Bono»                   | 22 de julio de 2020      | 1 229 000 (9,9%)  |
| 23             | 7               | «Antonia Dell’Atte»           | 29 de julio de 2020      | 1 027 000 (8,6%)  |
| 24             | 8               | «Sara Montiel»                | 5 de agosto de 2020      | 1 180 000 (10,4%) |
| 25             | 9               | «Manolo Escobar»              | 12 de agosto de 2020     | 1 608 000 (13,5%) |
| 26             | 10              | «Los Windsor»                 | 19 de agosto de 2020     | 1 131 000 (9,7%)  |
| 27             | 11              | «Los Rabal-Balaguer»          | 26 de agosto de 2020     | 1 149 000 (9,9%)  |
| 28             | 12              | «Las Piquer»                  | 2 de septiembre de 2020  | 1 341 000 (10,3%) |
| 29             | 13              | «Paco de Lucía»               | 9 de septiembre de 2020  | 1 367 000 (10,1%) |
| 30             | 14              | «Ágatha Ruiz de la Prada»     | 16 de septiembre de 2020 | 1 112 000 (8,4%)  |
| 31             | 15              | «Camilo Sesto»                | 23 de septiembre de 2020 | 1 506 000 (10,5%) |

#### Lazos de sangre. El debate
Boris Izaguirre continúa al frente de los debates en la tercera temporada, sumando nuevos tertulianos como Rocío Carrasco, Jaime Peñafiel, Rosa Villacastín, Alaska, Agustín Bravo, Carlos Latre o Las Virtudes. Al final del debate se realiza el análisis grafológico de la escritura y firma del personaje a cargo del psicólogo y grafólogo Carlos Rodríguez Díaz.
| Programas emitidos | Programas emitidos | Programas emitidos      | Programas emitidos |
| N.º                | Fecha de emisión   | Familia protagonista    | Audiencia          |
| ------------------ | ------------------ | ----------------------- | ------------------ |
| 1                  | 17/06/2020         | Carmen Sevilla          | 1 218 000 (12,7%)  |
| 2                  | 24/06/2020         | Al Bano y Romina        | 794 000 (9,2%)     |
| 3                  | 01/07/2020         | Martes y Trece          | 805 000 (10,0%)    |
| 4                  | 08/07/2020         | Los Valenzuela-Dibildos | 679 000 (8,1%)     |
| 5                  | 16/07/2020         | Los Nieto               | 520 000 (7,3%)     |
| 6                  | 23/07/2020         | José Bono               | 703 000 (9,0%)     |
| 7                  | 29/07/2020         | Antonia Dell’Atte       | 742 000 (9,5%)     |
| 8                  | 05/08/2020         | Sara Montiel            | 751 000 (10,3%)    |
| 9                  | 12/08/2020         | Manolo Escobar          | 942 000 (11,9%)    |
| 10                 | 19/08/2020         | Los Windsor             | 725 000 (9,1%)     |
| 11                 | 26/08/2020         | Los Rabal-Balaguer      | 635 000 (8,5%)     |
| 12                 | 02/09/2020         | Las Piquer              | 763 000 (10,4%)    |
| 13                 | 09/09/2020         | Paco de Lucía           | 739 000 (8,6%)     |
| 14                 | 16/09/2020         | Ágatha Ruiz de la Prada | 540 000 (7,0%)     |
| 15                 | 23/09/2020         | Camilo Sesto            | 818 000 (9,5%)     |

### Cuarta temporada (2021)
| N.º (programa) | N.º (temporada) | Familia o Famoso protagonista | Fecha de emisión         | Audiencia         |
| -------------- | --------------- | ----------------------------- | ------------------------ | ----------------- |
| 32             | 1               | «María Jiménez»               | 20 de julio de 2021      | 1 190 000 (9,5%)  |
| 33             | 2               | «María Teresa Campos»         | 27 de julio de 2021      | 839 000 (6,8%)    |
| 34             | 3               | «El Fary»                     | 3 de agosto de 2021      | 1 082 000 (9,4%)  |
| 35             | 4               | «La jet set marbellí»         | 10 de agosto de 2021     | 1 072 000 (9,8%)  |
| 36             | 5               | «Concha Velasco»              | 22 de septiembre de 2021 | 1 477 000 (11,7%) |
| 37             | 6               | «El Dúo Dinámico»             | 29 de septiembre de 2021 | 1 300 000 (10,2%) |
| 38             | 7               | «Gila»                        | 6 de octubre de 2021     | 1 719 000 (13,1%) |
| 39             | 8               | «Manuel Díaz 'El Cordobés'»   | 13 de octubre de 2021    | 1 399 000 (10,9%) |
| 40             | 9               | «Chicho Ibáñez Serrador»      | 27 de octubre de 2021    | 1 090 000 (8,3%)  |
| 41             | 10              | «Los Carmona»                 | 3 de noviembre de 2021   | 990 000 (7,5%)    |
| 42             | 11              | «Lola Herrera»                | 10 de noviembre de 2021  | 1 148 000 (8,7%)  |
| 43             | 12              | «Los del Río»                 | 17 de noviembre de 2021  | 1 102 000 (8,5%)  |
| 44             | 13              | «Marqués de Griñón»           | 24 de noviembre de 2021  | 1 413 000 (10,2%) |
| 45             | 14              | «Parchís»                     | 1 de diciembre de 2021   | 1 180 000 (8,5%)  |
| 46             | 15              | «Lina Morgan»                 | 8 de diciembre de 2021   | 1 459 000 (10,8%) |
| 47             | 16              | «Los Grimaldi»                | 15 de diciembre de 2021  | 1 220 000 (9,0%)  |
| 48             | 17              | «Alaska»                      | 22 de diciembre de 2021  | 1 277 000 (9,1%)  |

#### Lazos de sangre. El debate
Boris Izaguirre continúa al frente de los debates en la cuarta temporada, con nuevos tertulianos en el plató como Isabel Gemio, Fran Rivera, Raquel Sánchez Silva, Itziar Castro, Norma Duval o Belinda Washington. Y caras que ya habían pasado anteriormente por el debate: Paloma García-Pelayo, Carmen Lomana, Bibiana Fernández, Carlos Ferrando o Rosa Villacastín. La diseñadora y estilista Cristina Rodríguez inaugura una sección en la que comentará el estilo y los principales looks de los protagonistas de cada programa. 
| Programas emitidos | Programas emitidos | Programas emitidos        | Programas emitidos |
| N.º                | Fecha de emisión   | Familia protagonista      | Audiencia          |
| ------------------ | ------------------ | ------------------------- | ------------------ |
| 1                  | 20/07/2021         | María Jiménez             | 798 000 (10,5%)    |
| 2                  | 27/07/2021         | María Teresa Campos       | 513 000 (6,7%)     |
| 3                  | 3/07/2021          | El Fary                   | 549 000 (7,9%)     |
| 4                  | 10/08/2021         | La jet set marbellí       | 628 000 (9,9%)     |
| 5                  | 22/09/2021         | Concha Velasco            | 794 000 (11,3%)    |
| 6                  | 29/09/2021         | El Dúo Dinámico           | 803 000 (10,8%)    |
| 7                  | 06/10/2021         | Gila                      | 753 000 (10,6%)    |
| 8                  | 13/10/2021         | Manuel Díaz 'El Cordobés' | 787 000 (11,1%)    |
| 9                  | 27/10/2021         | Chicho Ibáñez Serrador    | 666 000 (9,4%)     |
| 10                 | 03/11/2021         | Los Carmona               | 607 000 (8,6%)     |
| 11                 | 10/11/2021         | Lola Herrera              | 616 000 (8,6%)     |
| 12                 | 17/11/2021         | Los del Río               | 560 000 (7,9%)     |
| 13                 | 24/11/2021         | Marqués de Griñón         | 816 000 (11,2%)    |
| 14                 | 01/12/2021         | Parchís                   | 561 000 (7,4%)     |
| 15                 | 08/12/2021         | Lina Morgan               | 906 000 (11,6%)    |
| 16                 | 15/12/2021         | Los Grimaldi              | 733 000 (9,4%)     |
| 17                 | 22/12/2021         | Alaska                    | 779 000 (10,0%)    |

### Quinta temporada (2022)
La quinta temporada arrancó el 14 de septiembre, una semana antes de lo previsto, con una entrega especial dedicada a la figura de Isabel II de Inglaterra, con motivo del fallecimiento de la monarca. Esta entrega presdinció del formato habitual, consistiendo en un debate conducido por Boris Izaguirre junto a expertos en la Casa Real Británica y con Carolina Casado como enviada especial a Westminster.
En el tercer programa, dedicado a Chiquito de la Calzada, el espacio abandonó el prime time de los miércoles para pasar a emitirse la tarde del domingo. En el cuarto programa el formato adoptó una nueva estrategia de emisión, dividiéndose en dos días: la tarde del domingo se emitiría únicamente el debate moderado por Boris Izaguirre sobre Pilar Miró, el personaje a tratar en dicha entrega, pasando la parte documental del programa al late night del jueves (cuando normalmente era emitida de forma previa al debate), estrenándose tras la emisión de Dúos Increíbles con una diferencia de cuatro días respecto a la emisión del coloquio.
A partir de la quinta entrega, emitida el domingo 23 de octubre, el formato vuelve a afrontar cambios por tercera semana consecutiva, reformulándose para cubrir la información de actualidad y dejando de concebirse como un monográfico exclusivo sobre figuras de relieve de la sociedad. Boris Izaguirre, junto a distintos colaboradores, dedicarían parte del programa a un repaso de la trayectoria de la figura a tratar, para posteriormente comentar la actualidad de la semana, adquiriendo el formato un tono de magacín. Por su lado, la parte documental del programa que guiaba el debate en plató desaparece de la parrilla de La 1 pasando a ofrecerse directamente a través de RTVE Play tras la emisión dominical.
Pese a anunciarse para el domingo 20 de noviembre la entrega dedicada a Camarón de la Isla, el programa fue retirado de la parrilla con motivo del Mundial de Catar y, tras la finalización de este, por distintos espacios de corte navideño. El formato regresó en la temporada estival de 2023 con una sexta temporada, incluyéndose en esta cuatro de las cinco entregas restantes de la quinta temporada que no habían sido emitidas.
En las redifusiones del programa que se realizan esporádicamente, el domingo 8 de enero de 2023 se emitió, antes del programa Corazón, el documental dedicado a Norma Duval, el cual hasta entonces había sido únicamente estrenado a través de RTVE Play tras la reformulación del formato solo con los debates en directo. El 1 y el 29 de agosto de 2023 hicieron lo propio en el late night los dedicados a los grandes de la radio y López Vázquez, respectivamente. El correspondiente a Mocedades fue remasterizado y emitido junto a un nuevo debate la noche del 29 de agosto de 2023, conformando una nueva entrega de la sexta temporada. 
| N.º (programa) | N.º (temporada) | Familia o Famoso protagonista                                          | Fecha de emisiónFecha de estreno en RTVE Play | Audiencia         |
| -------------- | --------------- | ---------------------------------------------------------------------- | --------------------------------------------- | ----------------- |
| 49             | 1               | «Raffaela Carrá»                                                       | 21 de septiembre de 2022                      | 631 000 (5,2%)    |
| 50             | 2               | «Fabiola de Bélgica»                                                   | 28 de septiembre de 2022                      | 798 000 (6,2%)    |
| 51             | 3               | «Chiquito de la Calzada»                                               | 9 de octubre de 2022                          | 586 000 (6,1%)    |
| 52             | 4               | «Pilar Miró»                                                           | 20 de octubre de 2022                         | 300 000 (7,6%)    |
| 53             | 5               | «Norma Duval»                                                          | 8 de enero de 2023 23 de octubre de 2022      | 546 000 (6,9%)    |
| 54             | 6               | «Jose Luis López Vázquez»                                              | 29 de agosto de 2023 30 de octubre de 2022    | 183 000 (6,7%)    |
| 55             | 7               | «De Mocedades a El Consorcio»                                          | 29 de agosto de 2023 6 de noviembre de 2022   | 1 085 000 (10,6%) |
| 56             | 8               | «Grandes de la radio: Iñaki Gabilondo, Carlos Herrera y Luis del Olmo» | 1 de agosto de 2023 13 de noviembre de 2022   | 233 000 (8,4%)    |

#### Lazos de sangre. El debate
Boris Izaguirre continúa al frente de los debates en la quinta temporada con nuevos tertulianos en el plató como Loles León, Euprepio Padula, Paz Padilla, Eduardo Navarrete o Edmundo Arrocet. 
Tras la reformulación del formato a partir de la quinta entrega únicamente se concibe esta parte del programa, desapareciendo la parte documental del espacio sobre las figuras de relieve social, adoptándose un formato de magacín único.
| Programas emitidos | Programas emitidos | Programas emitidos                                                   | Programas emitidos |
| N.º                | Fecha de emisión   | Familia protagonista                                                 | Audiencia          |
| ------------------ | ------------------ | -------------------------------------------------------------------- | ------------------ |
| Especial           | 14/09/2022         | Isabel II de Inglaterra                                              | 534 000 (5,6%)     |
| 1                  | 21/09/2022         | Rafaella Carrá                                                       | 484 000 (6,6%)     |
| 2                  | 28/09/2022         | Fabiola de Bélgica                                                   | 593 000 (7,6%)     |
| 3                  | 09/10/2022         | Chiquito de la Calzada                                               | 586 000 (6,1%)     |
| 4                  | 16/10/2022         | Pilar Miró                                                           | 690 000 (6,8%)     |
| 5                  | 23/10/2022         | Norma Duval                                                          | 708 000 (6,7%)     |
| 6                  | 30/10/2022         | José Luis López Vázquez                                              | 674 000 (6,5%)     |
| 7                  | 06/11/2022         | De Mocedades a El Consorcio                                          | 870 000 (7,3%)     |
| 8                  | 13/11/2022         | Grandes de la radio: Iñaki Gabilondo, Carlos Herrera y Luis del Olmo | 729 000 (6,0%)     |

### Sexta temporada (2023)
El formato regresó con una sexta temporada en la temporada estival de 2023, volviendo a la configuración original del mismo: la emisión de un documental monográfico sobre una figura de relieve social acompañada de un debate posterior, el cual pasaría a estar conducido por el periodista Jordi González en sustitución de Boris Izaguirre. En esta nueva temporada se emitieron cuatro de las cinco entregas inéditas que inicialmente formaban parte de la quinta temporada (exceptuando la dedicada a los Guillén-Cuervo).
El 5 de septiembre, con motivo del fallecimiento de María Teresa Campos, se emitió una entrega especial presentada por Jordi González para homenajear y recordar a la periodista, recuperando en ella la entrevista íntima que concedió al programa en 2021 tras 25 años sin aparecer en Televisión Española. En el late night, tras la emisión del especial, fue estrenado el documental inédito sobre Jesús Hermida, para el cual se prescindió del habitual debate posterior.
El 13 de septiembre el programa estrenó, junto a un debate posterior, la primera de las dos entregas de la miniserie documental Papá cumple 80 años sobre el cantante Julio Iglesias. En ella los hijos mayores de Iglesias, Chábeli y Julio José, cuentan las historias que han vivido junto a su padre con motivo de su 80 cumpleaños. El 20 de septiembre fue emitida la segunda y última entrega.
Pese a que la última entrega de la temporada, dedicada a los Guillén-Cuervo, estaba prevista para el late night del 4 de octubre tras la emisión de un capítulo de la serie La Moderna, prescindiéndose del habitual debate posterior, finalmente fue relegada para ofrecer un doble capítulo de la misma.
Meses después de finalizar la temporada, el 2 de diciembre, y con motivo del fallecimiento de la actriz Concha Velasco, se emitió una entrega especial del formato con invitados muy vinculados a la artista, recuperando además una versión remasterizada del documental emitido durante la cuarta temporada del programa.
El 7 de diciembre el formato regresó temporalmente con una serie de especiales, el primero de ellos dedicado a Lola Flores por el centenario de su nacimiento, emitido desde el teatro Villamarta de Jerez de la Frontera, en el que debutó la artista a los 16 años. A la semana siguiente se emitió uno dedicado a Rocío Jurado por su 80 cumpleaños. Menos de una semana más tarde se recuperó el documental "Nino Bravo, Vivir" del programa Imprescindibles de La 2 de Televisión Española con motivo del 50.º aniversario de la muerte del cantante.
| N.º (programa) | N.º (temporada) | Familia o Famoso protagonista         | Fecha de emisión                                 | Audiencia                        |
| -------------- | --------------- | ------------------------------------- | ------------------------------------------------ | -------------------------------- |
| 57             | 1               | «Tamara, la Marquesa enamorada»       | 11 de julio de 2023                              | 838 000 (8,2%)                   |
| 58             | 2               | «Massiel»                             | 18 de julio de 2023                              | 805 000 (7,5%)                   |
| 59             | 3               | «Mecano»                              | 25 de julio de 2023                              | 958 000 (9,1%)                   |
| 60             | 4               | «Camarón de la Isla»                  | 1 de agosto de 2023                              | 819 000 (8,2%)                   |
| 61             | 5               | «De Marisol a Pepa Flores»            | 8 de agosto de 2023                              | 934 000 (9,8%)                   |
| 62             | 6               | «De Mocedades a El Consorcio»         | 29 de agosto de 2023                             | 1 085 000 (10,6%)                |
| Especial       | Especial        | «María Teresa Campos»                 | 5 de septiembre de 2023                          | 858 000 (8,7%)                   |
| 63             | 7               | «Jesús Hermida»                       | 6 de septiembre de 2023                          | 237 000 (8,5%)                   |
| 64             | 8               | «Julio Iglesias, Papá cumple 80 años» | 13 de septiembre de 202319 de septiembre de 2023 | 989 000 (9,7%) 1 120 000 (11,4%) |
| Especial       | Especial        | «Concha Velasco»                      | 2 de diciembre de 2023                           | 1 005 000 (9,2%)                 |
| 65             | 9               | «Lola Flores, 100 años a tu vera»     | 7 de diciembre de 2023                           | 868 000 (8,0%)                   |
| 66             | 10              | «Rocío Jurado, La más grande»         | 14 de diciembre de 2023                          | 873 000 (8,0%)                   |
| 67             | 11              | «Nino Bravo, Vivir»                   | 19 de diciembre de 2023                          | 919 000 (8,5%)                   |

#### Lazos de sangre. El debate
Jordi González se pone al frente de los debates en la sexta temporada, contando con los tertulianos habituales en el plató como Beatriz Cortázar o Rosa Villacastín y nuevas incorporaciones como Nacho Gay o Nacho Montes.
| Programas emitidos | Programas emitidos   | Programas emitidos                  | Programas emitidos             |
| N.º                | Fecha de emisión     | Familia protagonista                | Audiencia                      |
| ------------------ | -------------------- | ----------------------------------- | ------------------------------ |
| 1                  | 11/07/2023           | Tamara, la Marquesa enamorada       | 640 000 (10,1%)                |
| 2                  | 18/07/2023           | Massiel                             | 689 000 (10,0%)                |
| 3                  | 25/07/2023           | Mecano                              | 664 000 (10,6%)                |
| 4                  | 01/08/2023           | Camarón de la Isla                  | 622 000 (10,0%)                |
| 5                  | 08/08/2023           | De Marisol a Pepa Flores            | 589 000 (10,6%)                |
| 6                  | 29/08/2023           | De Mocedades a El Consorcio         | 600 000 (9,7%)                 |
| Especial           | 05/09/2023           | María Teresa Campos                 | 708 000 (8,9%)590 000 (10,0%)  |
| 7                  | 13/09/202319/09/2023 | Julio Iglesias, Papá cumple 80 años | 697 000 (11,9%) 543 000 (9,5%) |
| Especial           | 02/12/2023           | Concha Velasco                      | 831 000 (8,3%)626 000 (7,7%)   |
| 8                  | 07/12/2023           | Lola Flores, 100 años a tu vera     | 510 000 (8,0%)                 |
| 9                  | 14/12/2023           | Rocío Jurado, La más grande         | 580 000 (9,7%)                 |
| 10                 | 19/12/2023           | Nino Bravo, Vivir                   | 573 000 (9,6%)                 |

### Séptima temporada (2024)
| N.º (programa) | N.º (temporada) | Familia o Famoso protagonista | Fecha de emisión     | Audiencia       |
| -------------- | --------------- | ----------------------------- | -------------------- | --------------- |
| 68             | 1               | «40 años sin Paquirri»        | 12 de junio de 2024  | 751 000 (7,0%)  |
| 69             | 2               | «Raphael, yo soy aquel»       | 26 de junio de 2024  | 700 000 (7,4%)  |
| 70             | 3               | «Carmen Martínez-Bordiú»      | 3 de julio de 2024   | 800 000 (8,1%)  |
| 71             | 4               | «Pajares y Esteso»            | 10 de julio de 2024  | 880 000 (11,2%) |
| 72             | 5               | «La maldición de los Ordóñez» | 17 de julio de 2024  | 739 000 (7,9%)  |
| 73             | 6               | «Peret»                       | 24 de julio de 2024  | 512 000 (5,8%)  |
| 74             | 7               | «Nuevas reinas»               | 31 de julio de 2024  | 505 000 (5,9%)  |
| 75             | 8               | «Ana Belén y Víctor Manuel»   | 7 de agosto de 2024  | 601 000 (7,4%)  |
| 76             | 9               | «Los Guillén Cuervo»          | 14 de agosto de 2024 | 515 000 (6,5%)  |

#### Lazos de sangre. El debate
| Programas emitidos | Programas emitidos | Programas emitidos          | Programas emitidos |
| N.º                | Fecha de emisión   | Familia protagonista        | Audiencia          |
| ------------------ | ------------------ | --------------------------- | ------------------ |
| 1                  | 12/06/2024         | 40 años sin Paquirri        | 496 000 (8,5%)     |
| 2                  | 26/06/2024         | Raphael, yo soy aquel       | 370 000 (6,9%)     |
| 3                  | 03/07/2024         | Carmen Martínez-Bordiú      | 481 000 (8,6%)     |
| 4                  | 10/07/2024         | Pajares y Esteso            | 247 000 (6,4%)     |
| 5                  | 17/07/2024         | La maldición de los Ordóñez | 467 000 (8,6%)     |
| 6                  | 24/07/2024         | Peret                       | 336 000 (6,1%)     |
| 7                  | 31/07/2024         | Nuevas reinas               | 325 000 (6,1%)     |
| 8                  | 07/08/2024         | Ana Belén y Víctor Manuel   | 355 000 (7,1%)     |
| 9                  | 14/08/2024         | Los Guillén Cuervo          | 371 000 (7,2%)     |

Notas
1. ↑  El documental correspondiente a esta entrega se estrenó de forma inédita en RTVE Play el 6 de noviembre de 2022, sin embargo, el 29 de agosto de 2023 fue remasterizado y emitido por primera vez en televisión conformando una entrega más de la sexta temporada del formato, junto a un nuevo debate
2. ↑  El documental correspondiente a esta entrega se trata de una versión remasterizada del que ya fue emitido bajo el nombre La Saga de Pepa Flores el 28 de agosto de 2019 en la segunda temporada del formato
3. ↑  El documental correspondiente a esta entrega se trata de una versión remasterizada del que ya fue estrenado bajo el mismo nombre a través de RTVE Play el 6 de noviembre de 2022 en la quinta temporada del formato, tras la reformulación del mismo únicamente con los debates en directo
4. ↑  El documental correspondiente a esta entrega se trata de una versión remasterizada, realizada con motivo del fallecimiento de la periodista, del que ya fue emitido bajo el mismo nombre el 27 de julio de 2021 en la cuarta temporada del formato
5. ↑  El documental correspondiente a esta entrega se estrenó en el late night tras el programa homenaje por el fallecimiento de la periodista María Teresa Campos, no contando con el habitual debate posterior a la emisión del mismo
6. ↑  El documental correspondiente a esta entrega se trata de una versión remasterizada, realizada con motivo del fallecimiento de la actriz, del que ya fue emitido bajo el mismo nombre el 22 de septiembre de 2021 en la cuarta temporada del formato
7. ↑  El documental correspondiente a esta entrega contiene algunos de los testimonios que ya fueron emitidos en La Saga de los Flores el 12 de julio de 2018 en la primera temporada del formato
8. ↑  El documental correspondiente a esta entrega se trata del emitido bajo el mismo título en el programa Imprescindibles de La 2 el 16 de abril de 2023